# The Forbidden Chapter
The Forbidden Chapter è un film del 2005 diretto da Fariborz Kamkari.